# Strada europea E90
La strada europea E90 è una strada di classe A della dorsale ovest-est che si estende da Lisbona in Portogallo fino a Habur in Turchia ai confini con l'Iraq.
La E90 attraversa 6 paesi europei e include 4 passaggi attraverso il mare: Barcellona in Spagna, Mazara del Vallo, Messina, Reggio Calabria e Brindisi in Italia, Igoumenitsa in Grecia e Eceabat e Çanakkale in Turchia.

## Percorso
- Portogallo

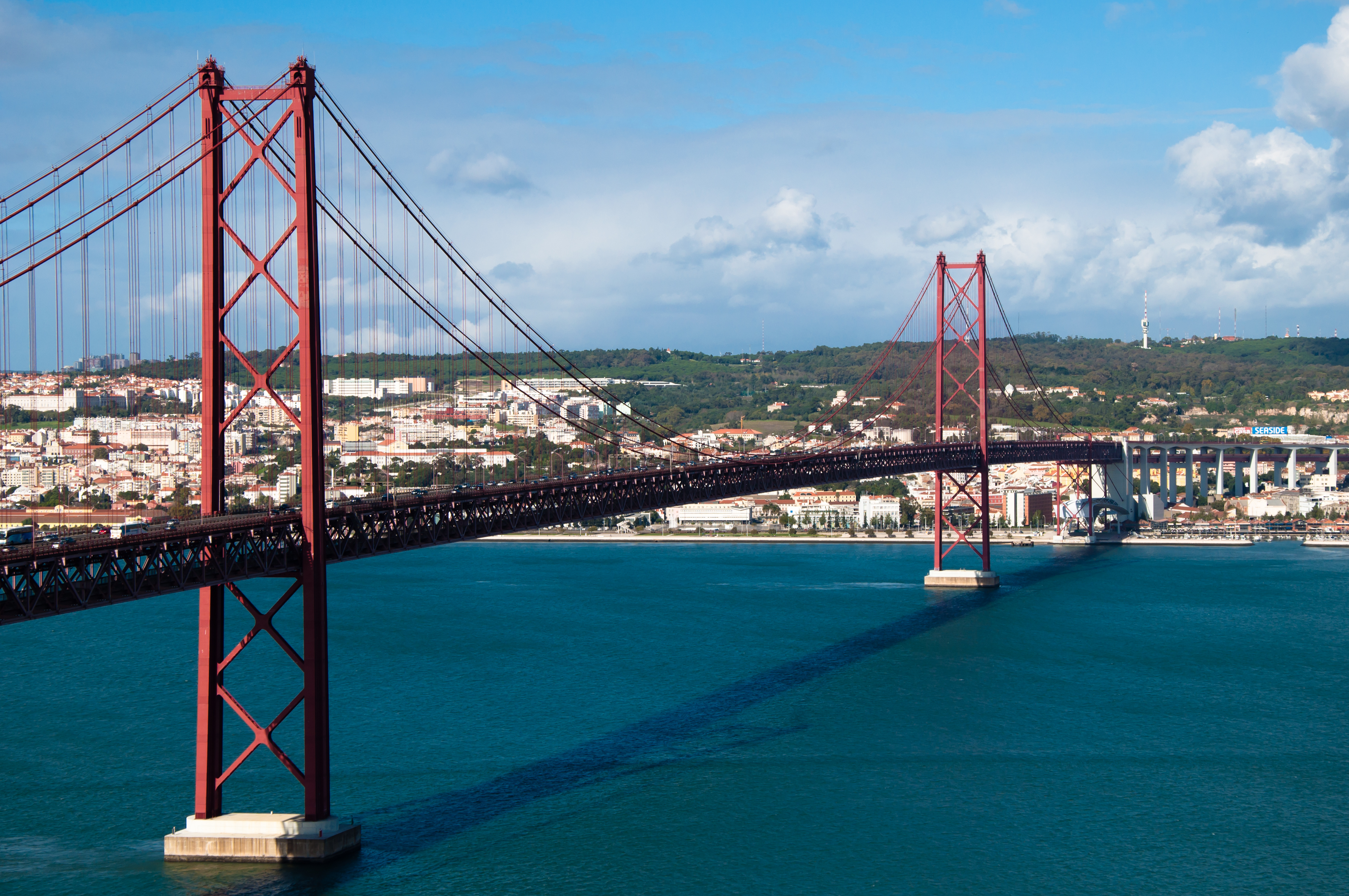
Il Ponte 25 de Abril collega Almada a Lisbona, Portogallo

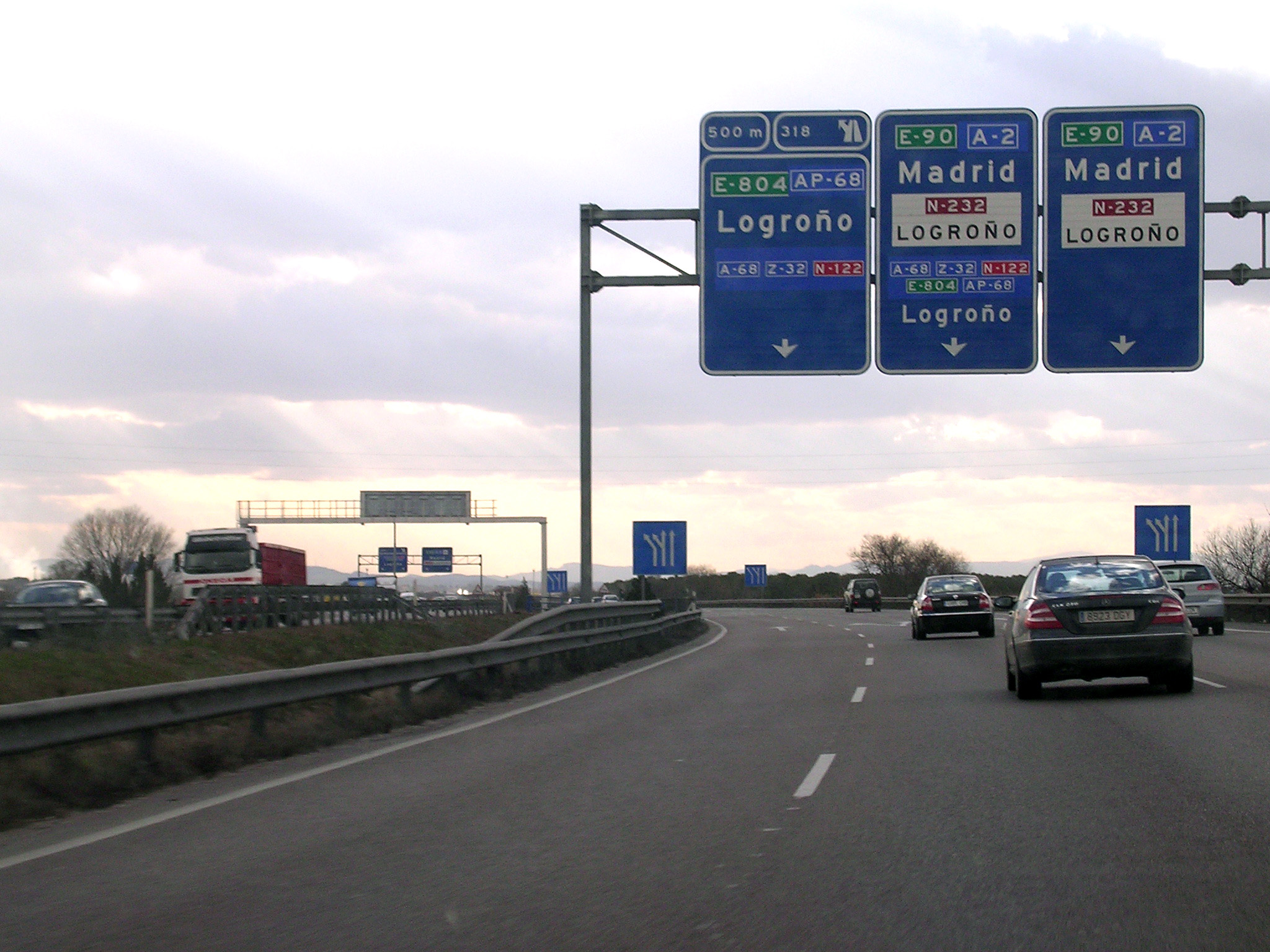
L'E90 nei pressi di Zaragoza, Spagna

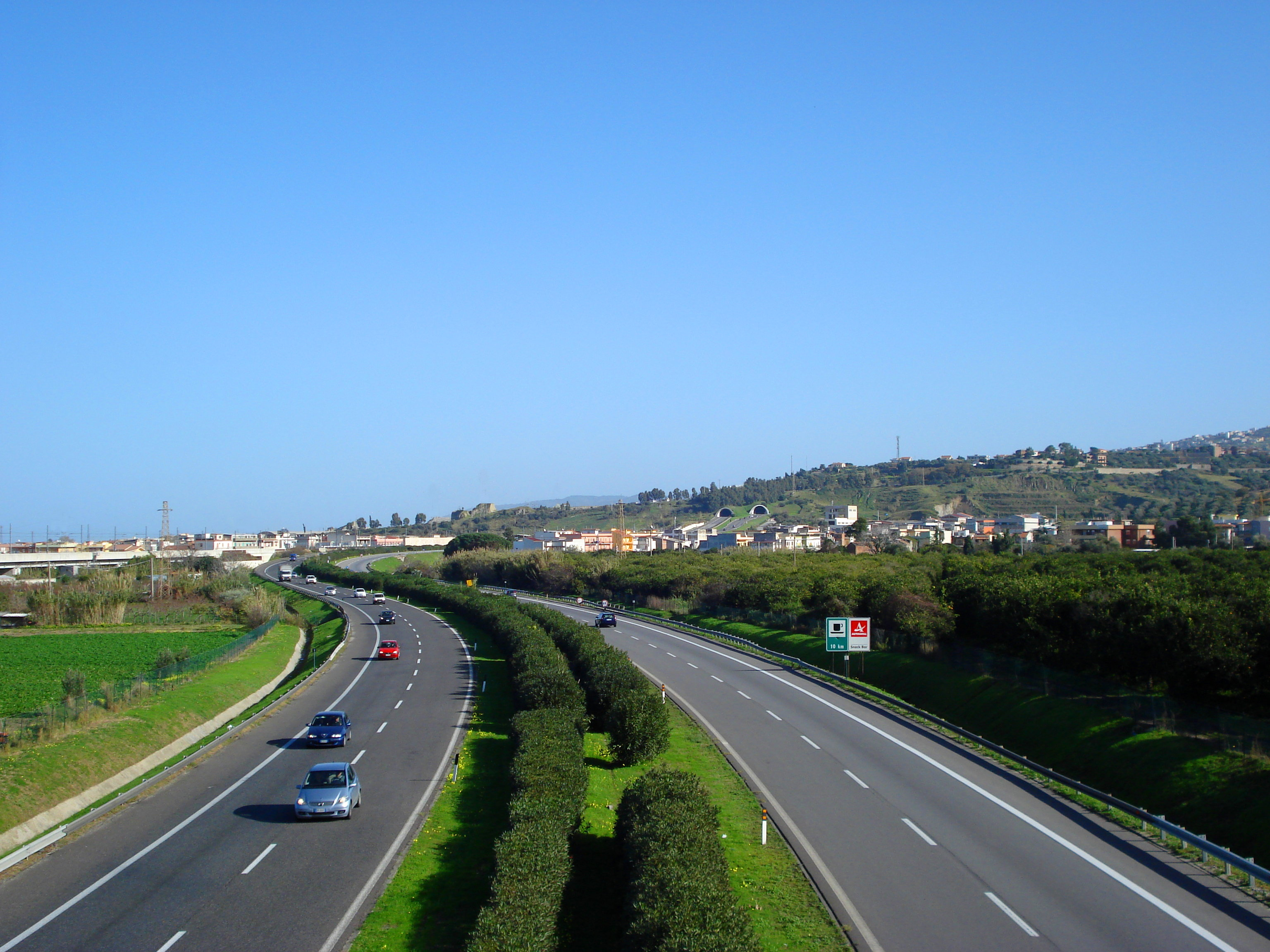
L'E90 nei pressi di Torregrotta, Italia

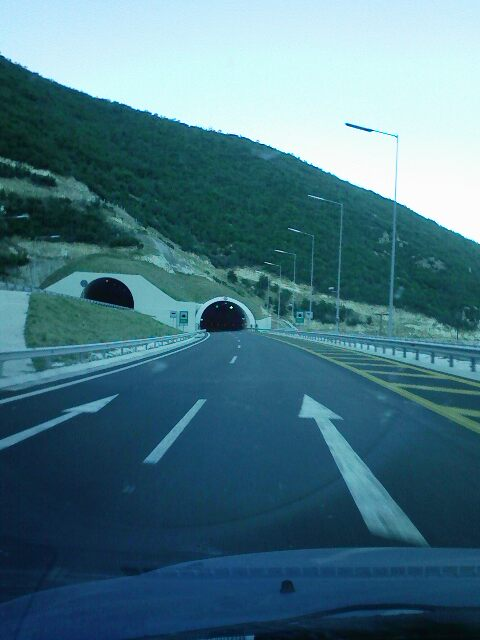
L'E90 nei pressi di Veria, Grecia

  -  Lisbon - Setúbal (inizio intersezione con la  E01) - Landeira (fine intersezione con la  E01)
  -  Landeira ( E01) - Évora (inizio intersezione con la   E802) - Estremoz (fine intersezione con la   E802) - Elvas
- Spagna
  -  Badajoz - Mérida ( E803) - Madrid
  -  Madrid ( E5  E901)
  -  Zaragoza ( E07  AP-68)
  -  Zaragoza - Lleida - El Vendrell ( E15)
  -  El Vendrell (inizio intersezione con la  E15) - Rubí (fine intersezione con la  E15)
  -  Rubí ( E15) - Barcelona
  -  Barcelona
  -  Barcelona
  -  Barcelona
- Barcelona -  Mazara del Vallo
- Italia
  -  Mazara del Vallo ( E931) - Alcamo ( E933) - Palermo ( E25) (120 km);
  -  Palermo ( E25) - Buonfornello
  -  Buonfornello - Messina ( E45)
  -  Messina - Villa San Giovanni
  -  Villa San Giovanni ( E45) - Reggio Calabria
  -  Reggio Calabria (5,5 km)
  -  Reggio Calabria - Catanzaro ( E848) - Crotone ( E846) - Sibari ( E844) - Metaponto ( E847) - Taranto ( E843) (478 km)
  -  Taranto ( E843) - Brindisi ( E55) (69 km)
  -  Brindisi ( E55)
- Brindisi -  Igoumenitsa
- Grecia
  -  (percorso moderno dell'antica via Egnatia) - Igoumenitsa  ( E55  E92) - Ioannina ( E951, in direzione della  E92  E853) - Kalabaka ( E92) - Kozani ( E65) - Thessaloniki ( E75  E65  E86) - Komotini ( E85) - Kipoi.
- Turchia
  - D110 - İpsala - Keşan ( E84  E87 )
  - D550 - Keşan ( E84, inizio intersezione con la  E87) - Gelibolu (fine intersezione con la  E87)
  -  Gelibolu - Lapseki
  - D200 - Lapseki - Karacabey (inizio intersezione con la E881 ) - Bursa
  -  Otoyol 22 - Bursa (fine intersezione con la E881 )
  - D200 - Bursa - Eskişehir - Sivrihisar ( E96) - Ankara (E89)
  -  Otoyol 20 - Ankara (  E88  E89 )
  - D750 - Ankara ( E88) - Aksaray - Ulukışla
  -  Otoyol 21A - Ulukışla
  -  Otoyol 21 - Ulukışla - Tarsus (E982)
  -  Otoyol 51 - Tarsus (E982) - Adana
  -  Otoyol 50 - Adana
  -  Otoyol 52 - Adana - Toprakkale ( E91) - Gaziantep - Şanlıurfa ( E99)
  - D400 - Şanlıurfa - Nusaybin ( Qamishli) - Cizre
  - D430 - Cizre - Silopi
- Iraq
  -   Zakho